# Marilyn Crispell
 (février 2023).
Si vous disposez d'ouvrages ou d'articles de référence ou si vous connaissez des sites web de qualité traitant du thème abordé ici, merci de compléter l'article en donnant les références utiles à sa vérifiabilité et en les liant à la section « Notes et références ».
Marilyn Crispell est une pianiste de jazz américaine, née le 30 mars 1947 à Philadelphie, Pennsylvanie.
Marilyn Crispell a étudié le piano au New England Conservatory of Music.
Elle a découvert le jazz grâce à la musique de John Coltrane, Cecil Taylor, ainsi que d'autres musiciens de jazz contemporains, comme Paul Bley et Wadada Leo Smith. Elle est membre pendant 10 ans du quartet d'Anthony Braxton, et de l'ensemble de Reggie Workman.
En 1997, elle rend hommage aux compositions de la chanteuse Annette Peacock, avec son disque Nothing ever was, anyway, en trio avec Gary Peacock, et Paul Motian.